# Jacqueshuberia purpurea
Jacqueshuberia purpurea är en ärtväxtart som beskrevs av Adolpho Ducke. Jacqueshuberia purpurea ingår i släktet Jacqueshuberia och familjen ärtväxter. Inga underarter finns listade i Catalogue of Life.